# Urochordeuma bumpusi
Urochordeuma bumpusi (лат.) — вид двупарноногих многоножек, единственный в составе рода Urochordeuma и семейства Urochordeumatidae (Chordeumatida, Diplopoda). Видовое название дано в честь американского биолога Hermon Carey Bumpus (1862—1943).

## Распространение
США, штат Вашингтон. Этот вид известен только из четырёх округов штата Вашингтон в Северных Каскадах: Пирс, Кинг, Терстон и Уотком.

## Описание
Мелкие двупарноногие многоножки (длина около 15 мм, ширина около 3 мм). Взрослые представители этого вида, рода и семейства имеют 30 сегментов тела (считая коллум первым сегментом, а тельсон — последним). От всех других североамериканских Chordeumatida отличается широким (около 1/4 ширины туловищного кольца), плоской полидесмидоподобной паранотой, начинающейся на третьем или четвёртом постколлумном кольце, а не как у Rhiscosomididae с узкой паранотой (около 1/6 ширина кольца). Первая пара ног самца уникально модифицирована, с длинным мезобазальным отростком на бедре, почти в три раза длиннее самого бедра. 
Биология не изучена. Из данных на коллекционных этикетках видно, что U. bumpusiis чаще всего ассоциируется с опадом листьев, особенно с клёна. Высота мест сбора колеблется от 45,7 до 1463 м над уровнем моря, что является большим диапазоном для северной широты. Вид не обычный, а скорее редкий; коллекции в основном состоят из единичных экземпляров или не более 3 многоножек, тогда как коллекции других Chordeumatida из тех же местонахождений могут включать 10–20 экземпляров.

## Систематика
Вид был впервые описан в 1909 году итальянским зоологом Сильвестри (1873—1949). Ранее выделяли два вида, оба из штата Вашингтон, где U. bumpusi известен из округа Пирс, а U. porona — из округа Кинг. Однако, позднее ревизуя семейство Уильям Шир и Пауль Марек (2019) второй таксон свели в синонимы к первому и род снова стал монотипическим. Одновременно, семейство Urochordeumatidae было исключено из надсемейства Caseyoidea и перенесено в надсемейство Striarioidea.

## Этимология
Филиппо Сильвестри назвал этот вид в честь Хермона Кэри Бампуса (Hermon Carey Bumpus, 1862—1943), который в то время был директором Американского музея естественной истории в Нью-Йорке. Бампус сделал выдающуюся карьеру, возглавляя AMNH, Морскую биологическую лабораторию и лабораторию Бюро рыболовства США (Вудс Хоул, Массачусетс). Позже он занимал пост президента Университета Тафтса. Ральф Чемберлин не объяснил свой выбор названия второго вида U. porona, а греческого или латинского слова porona не существует. Чемберлин, вероятно, адаптировал это слово из древнегреческого, póros, «проход», возможно, имея в виду перевал Сноквалми.